# Mato Leaković
Mato Leaković (Bošnjaci, 1876.- Bošnjaci, 1966.) bio je hrvatski političar i aktivni društveni djelatnik.

## Životopis
Mato Leaković je rođen u Bošnjacima 13. veljače 1876. godine od oca Emerika i majke Ane u obiteljskoj zadruzi koja je nosila prezimenski nadimak Ćuvirovi. Mato je bio sitnije građe, uredan, vrijedan i načitan seljak koji je obnašao dužnost kućegazde, glavara velike i bogate zadruge koja će se podijeliti 1924. godine.

Leaković je svoju političku karijeru započeo u HSP-u koji tada djeluje u Hrvatsko-srpskoj koaliciji. Mato Leaković je četiri godine bio općinski upravitelj u Bošnjacima (1914. – 1917.). Tijekom Prvog svjetskog rata aktivno sudjeluje u brojnim društvenim inicijativama i mjesnim društvima te tako ublažava posljedice Velikog rata na Bošnjake. S obzirom na to da je bio vrlo ugledan član društva, politička ga elita izabire 1920. godine u Vukovaru za predsjednika predsjedništva Srijemske župe HZ-a (Hrvatske zajednice). Već iste godine izabran je za parlamentarnog zastupnika u Ustavotvornoj skupštini (Konstituanti) zajedno sa svojim sumještaninom Matom Babogredcem iz HPSS-a. Nakon raspada Hrvatske zajednice (HZ) Mato Leaković svoje političko djelovanje nastavlja u HNS-u (Hrvatskoj narodnoj stranci) no ubrzo se priklanja HFSS-u (Hrvatskoj federalističkoj seljačkoj stranci) koja je nastala kao disidentska skupina nakon raskola u Radićevom HSS-u.

Nakon isteka svog zastupničkog mandata Mato Leaković se u potpunosti posvetio društvenom i kulturnom razvoju svog sela. 
U Bošnjacima je potaknuo otvaranje brojnih društava, udruženja i inicijativa: Dobrovoljno vatrogasno društvo, mjesna podružnica Hrvatskog radiše te 
Hrvatske čitaonice, Poljoprivredna čitaonica u Bošnjacima, Stočarska i Žitarska zadruga, Društvo za sahranu i sl.

Mato Leaković umro je 3. prosinca 1966. godine u Bošnjacima gdje je i sahranjen.